# 烏克岱
乌克岱，蒙古帝国将领，钦察人，坤都岱的长子。
坤都岱死后，乌克岱嗣为百户。参与攻打襄阳，斩杀宋将白都统。跟随蒙古大军伐南宋。担任忠显校尉、蒙古军总把，赐金符。监真定、河间、曹州、大名翼各千户。跟随伯颜渡过长江，授元帅府知事。擢升为经历，供给西安、河东蒙古军衣粮。忽必烈赏赐鞍勒、弓矢。升任为泰州同知宣政院断事官，擢升为朝列院经历。驿征西蕃负欠的五千两金、八万五千锭钞。为母丁忧守墓，起复为参议院事、西蕃宣慰使，佩虎符。入朝为吏部郎中、尚书吏部侍郎。去世。